# Schneider et Cie

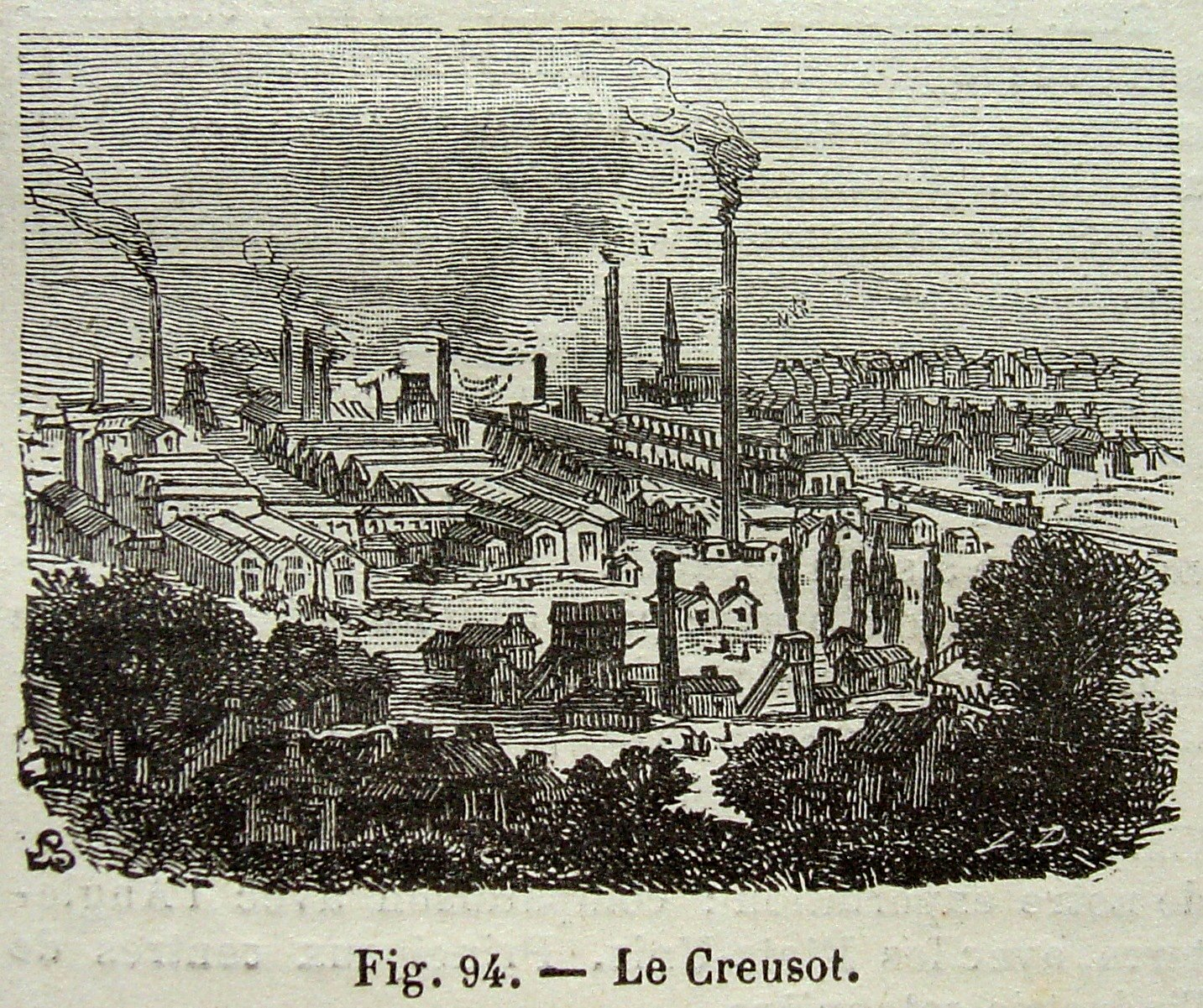
Schneiderův podnik v Creusotu,
cca polovina 19. století

Schneider et Cie nebo též Schneider-Creusot byl francouzský hutní a ocelárenský podnik, který se během druhé poloviny 19. století stal jednou z nejvýznamnějších evropských zbrojovek. Během druhé poloviny 20. století se postupně přeorientoval na oblast elektrotechnického průmyslu. Jeho současným nástupcem je koncern Schneider Electric. 

## Historie
Roku 1836 zakoupili bratři Adolphe a Eugène Schneider doly na železnou rudu a hutě kolem východofrancouzského města Le Creusot. Rozvinuli jej na podnik specializovaný na produkci dělostřeleckých zbraní, dále výrobky v oblasti železnic a lodního stavitelství. 
Během 60. a 70. let 19. století bylo v oblasti výroby železa a oceli dosaženo významných pokroků. Eugènův syn, Henri Schneider, využil nové poznatky a začal vyrábět ocel vyšších kvalit. Schneiderovy inovace na poli metalurgie a výroby oceli, spolu s podporou francouzské vlády dopomohly podniku na jedno z předních míst v Evropě na poli strojírenství a výroby zbraní. Na přelomu století se Eugène Schneider II. zaměřil na zahraniční investice v oblasti důlního průmyslu, výroby elektřiny a oceli. Zbraně tvořily nejvýznamnější exportní artikl podniku.
Po roce 1918 koncern Schneider rozšířil své obchodní a investiční zájmy do Německa a střední a východní Evropy. Mimo jiné se roku 1919 stal hlavním akcionářem Škodových závodů v Plzni, rozhodující podíl zde držel až do roku 1938. Konec této expanze přinesla až druhá světová válka.
Charles Schneider, syn Eugèna II. se roku 1918 stal spoluředitelem společnosti. Roku 1923 jej jeho otec tohoto postu zbavil. Charles se do vedení vrátil až po otcově smrti v roce 1942.

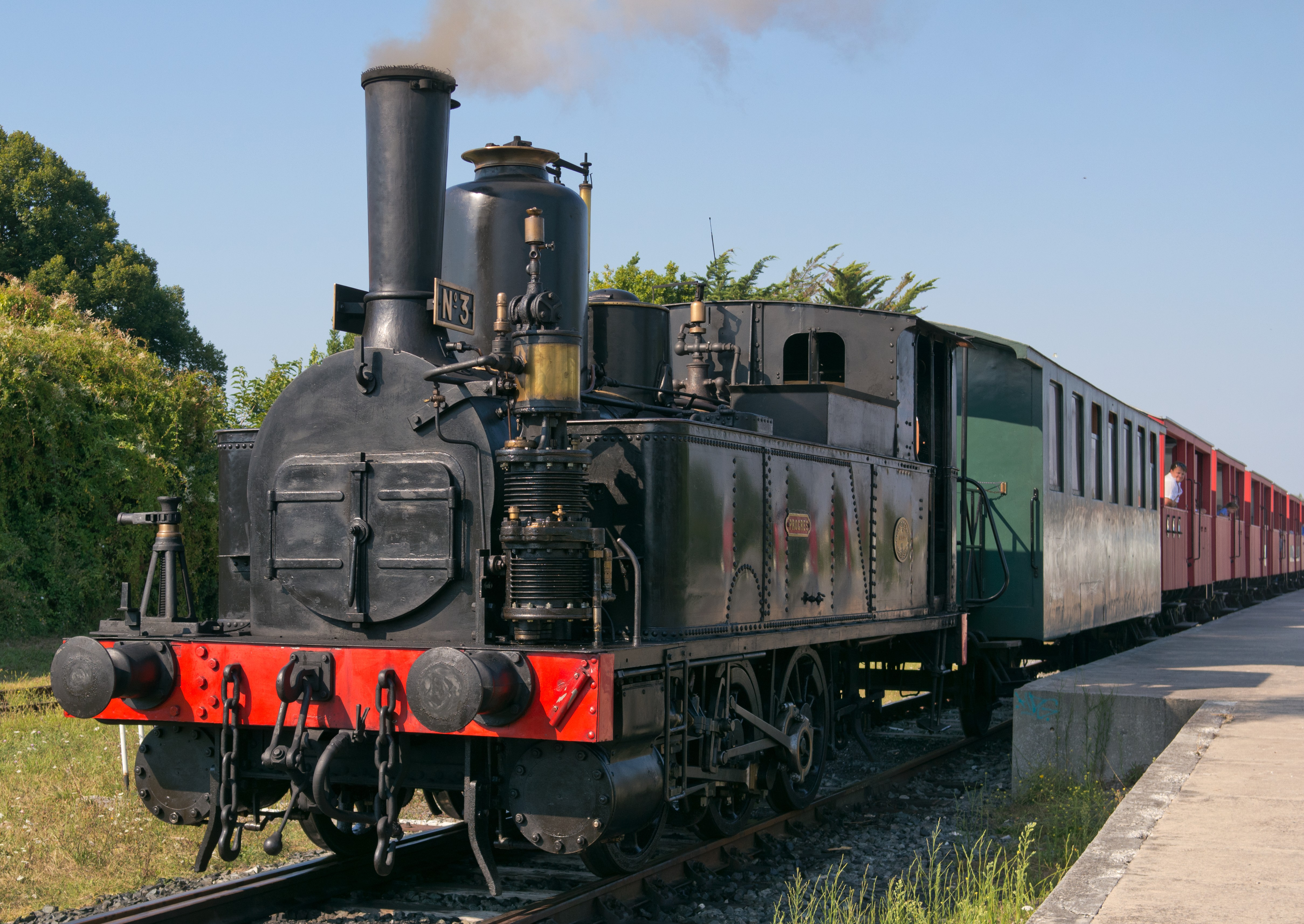
Lokomotiva Schneider-Creusot 030-T

Po skončení druhé světové války musel koncern Schneider opět čelit obtížím s přechodem na civilní výrobu, avšak v této době ji usnadnila potřeba poválečné rekonstrukce Francie. Nový šéf společnosti Charles Schneider se zaměřil na postupný útlum zbrojní výroby ve prospěch civilní produkce. Společnost prošla roku 1949 reorganizací.
Náhlá smrt Charlese Schneidera roku 1960 způsobila nástupnickou krizi. V tomto období byl koncern sužován úpadkem klíčových odvětví, jako bylo ocelárenství a loďařství. Roku 1969 byl vytvořen holding Schneider-Empain, post výkonného ředitele osadil baron Édouard-Jean Empain. Jím uskutečněná diverzifikace koncernu však nebyla zcela úspěšná. 
Roku 1981 se společnost zbavila všech aktivit, které nesouvisely s oborem elektrotechniky a automatizace. Schneider poté získal několik firem, které vytvořily jádro jeho současného nástupce. Byly to Merlin Gerin (1986), Télémécanique (1988), Square D (1991).
Od roku 1999 nese koncern nový název Schneider Electric.

## Výrobní sortiment
Výrobní program koncernu Schneider zahrnoval dělostřelecké zbraně, tanky (mj. první francouzský tank Schneider CA1), lokomotivy, výrobní stroje aj.

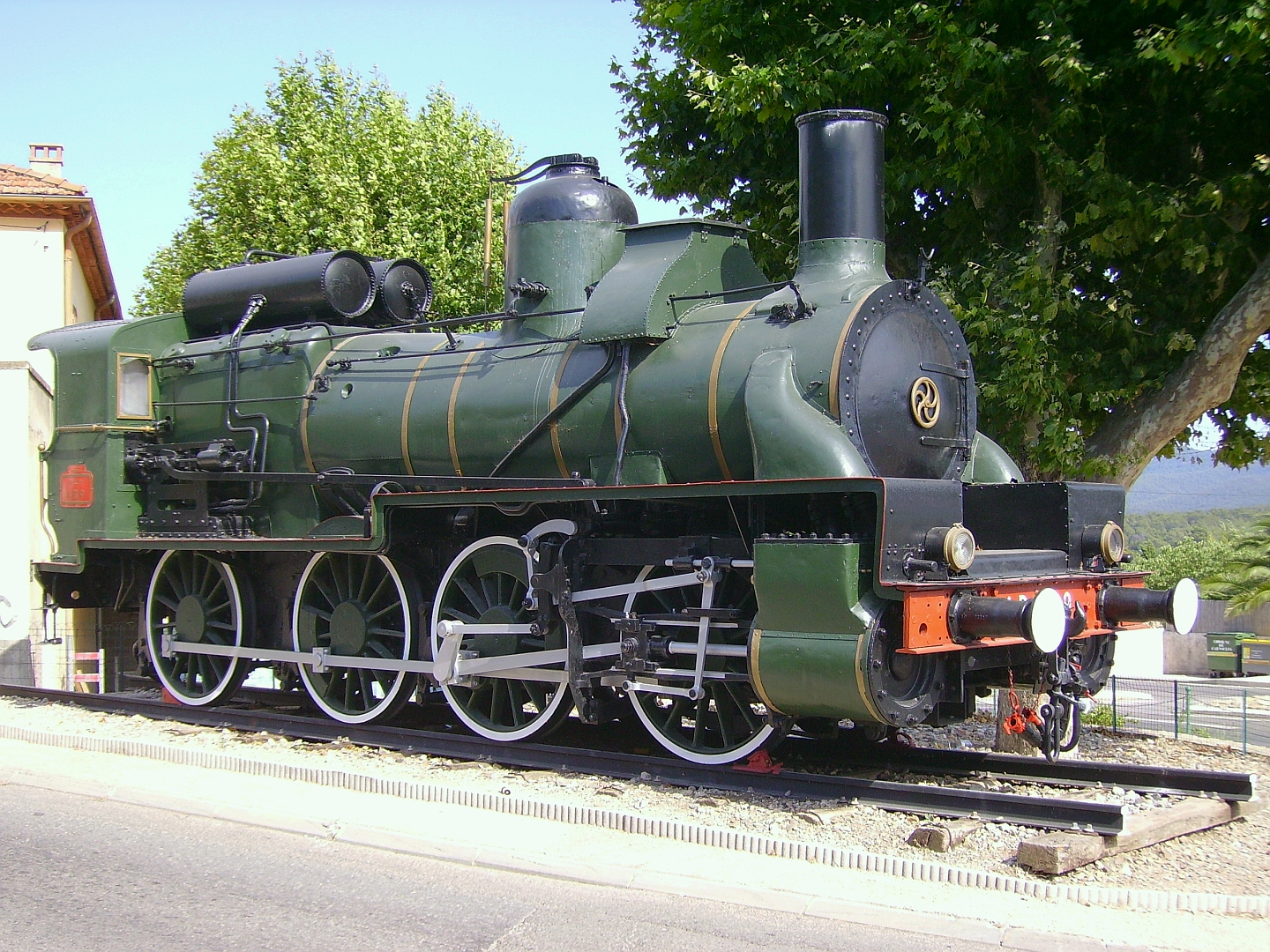
Lokomotiva 040 B9 z roku 1893
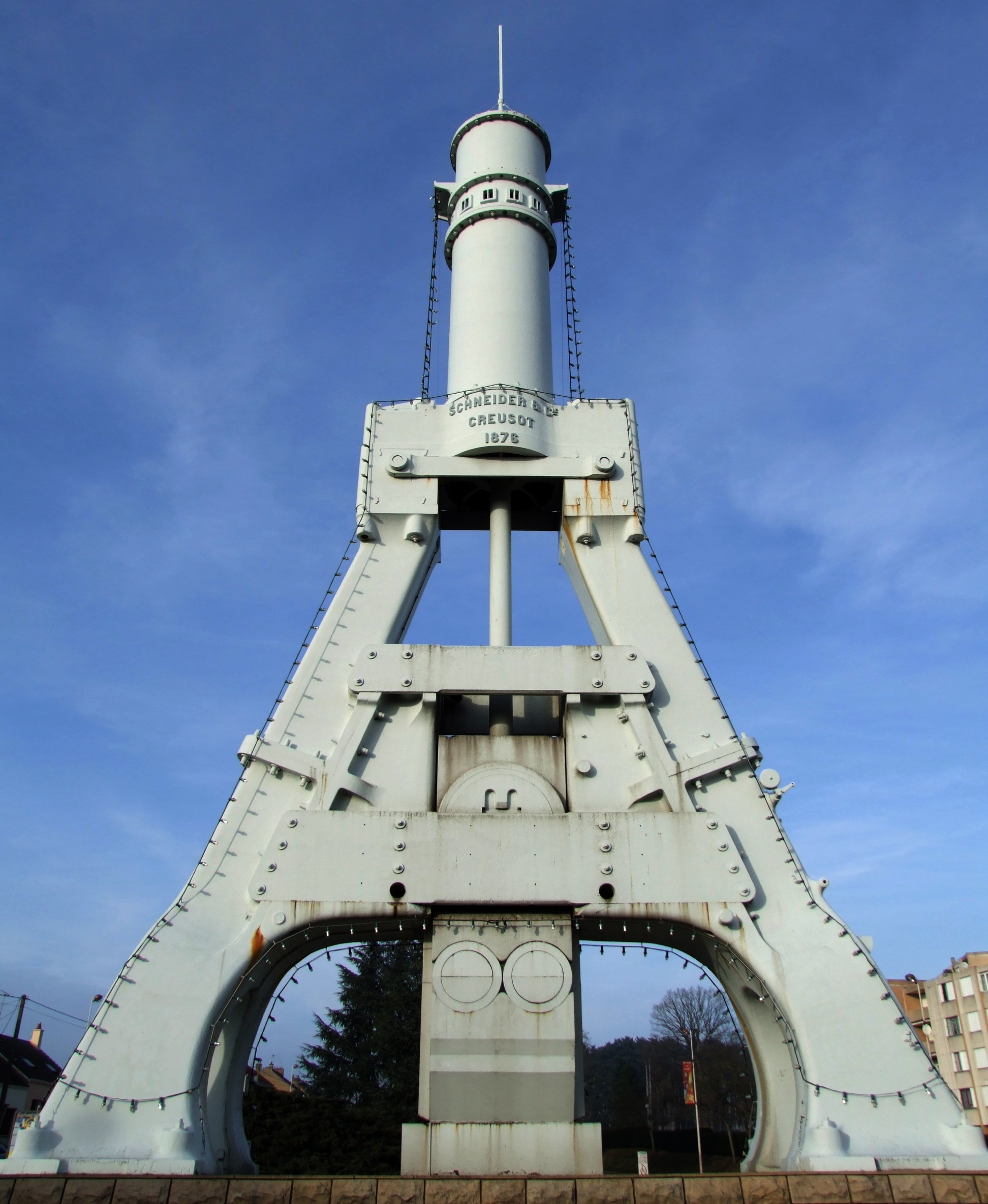
Parní buchar Creusot z roku 1877
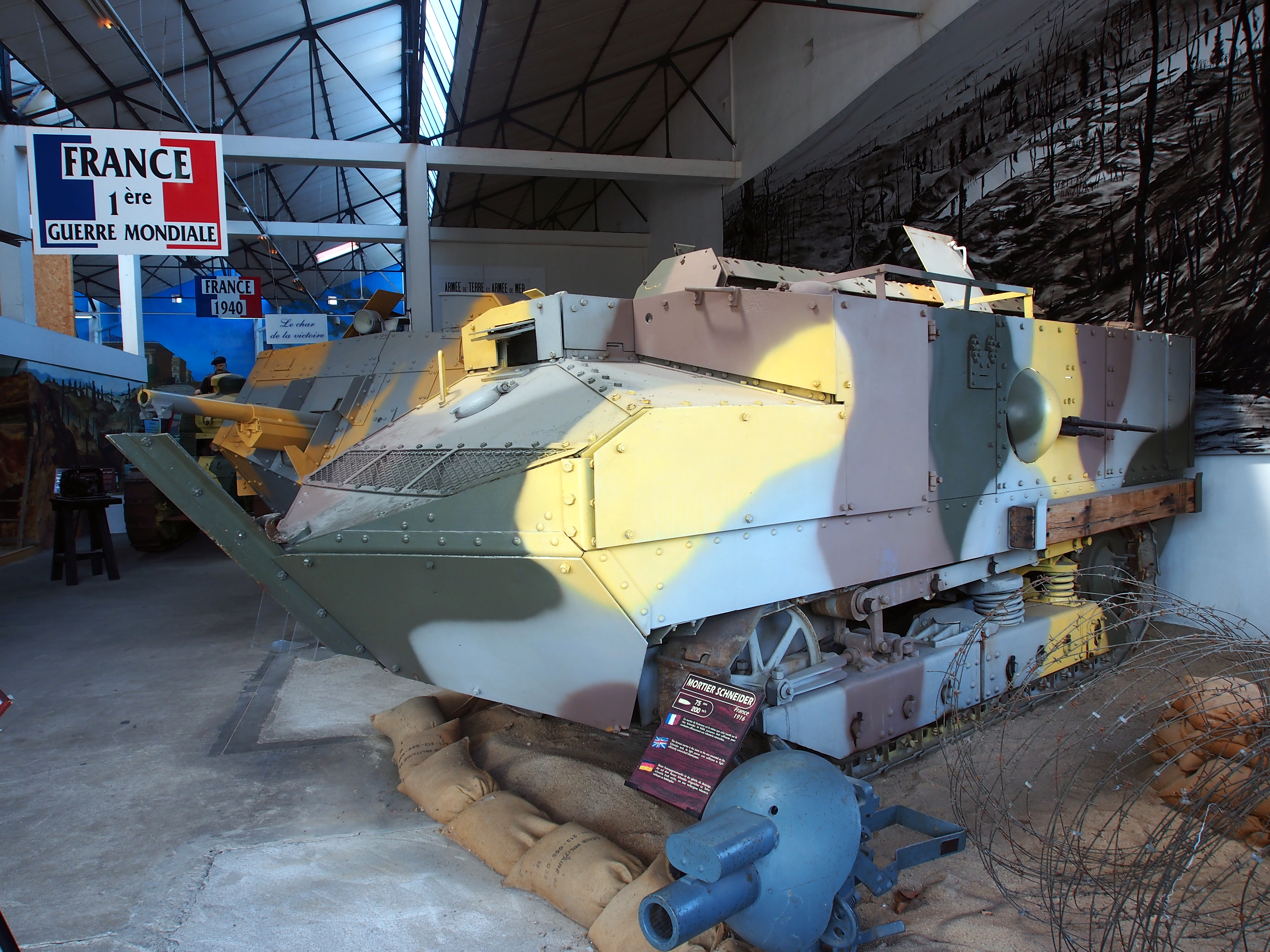
tank Schneider CA1
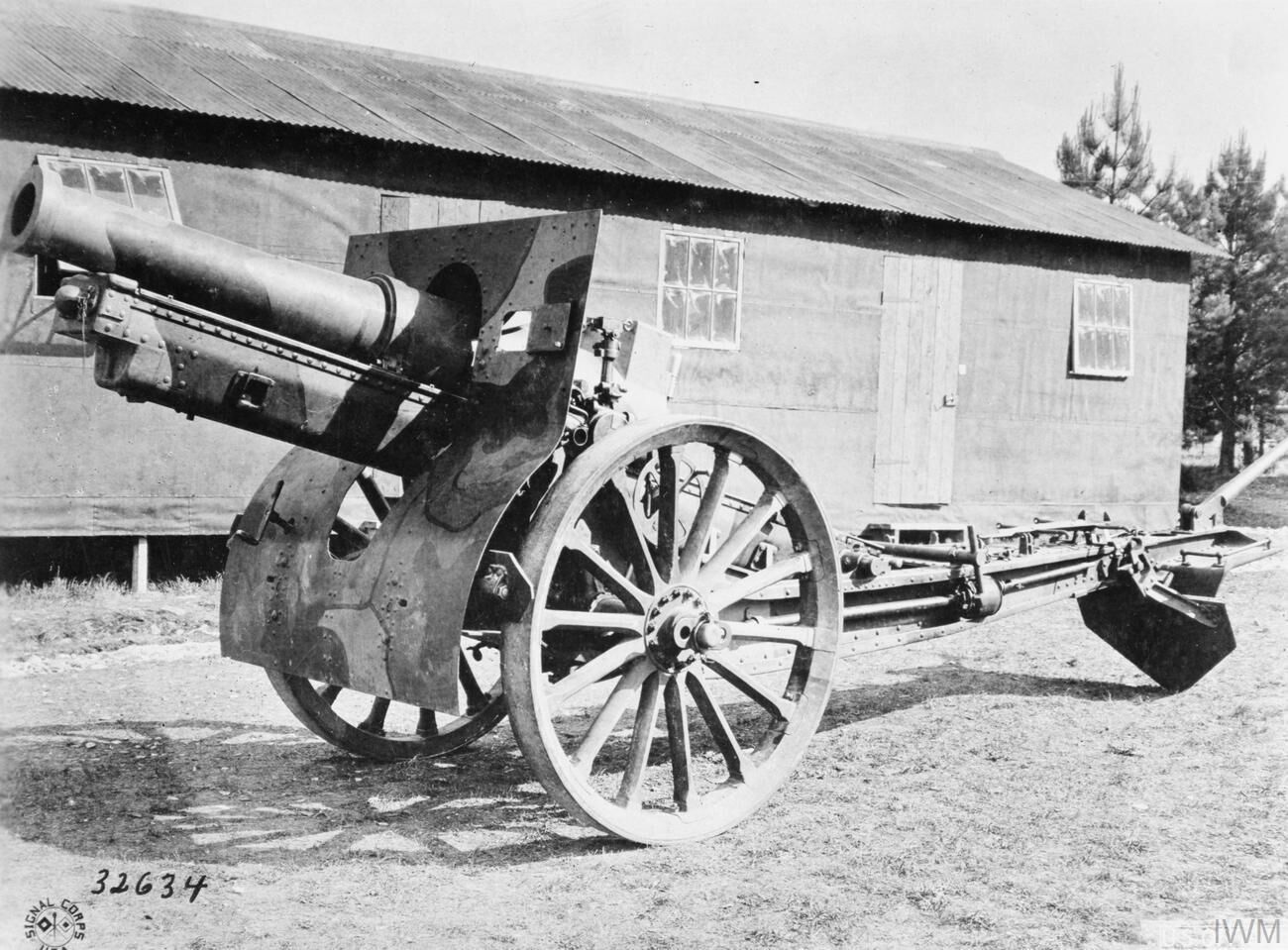
155mm kanón vzor 1917
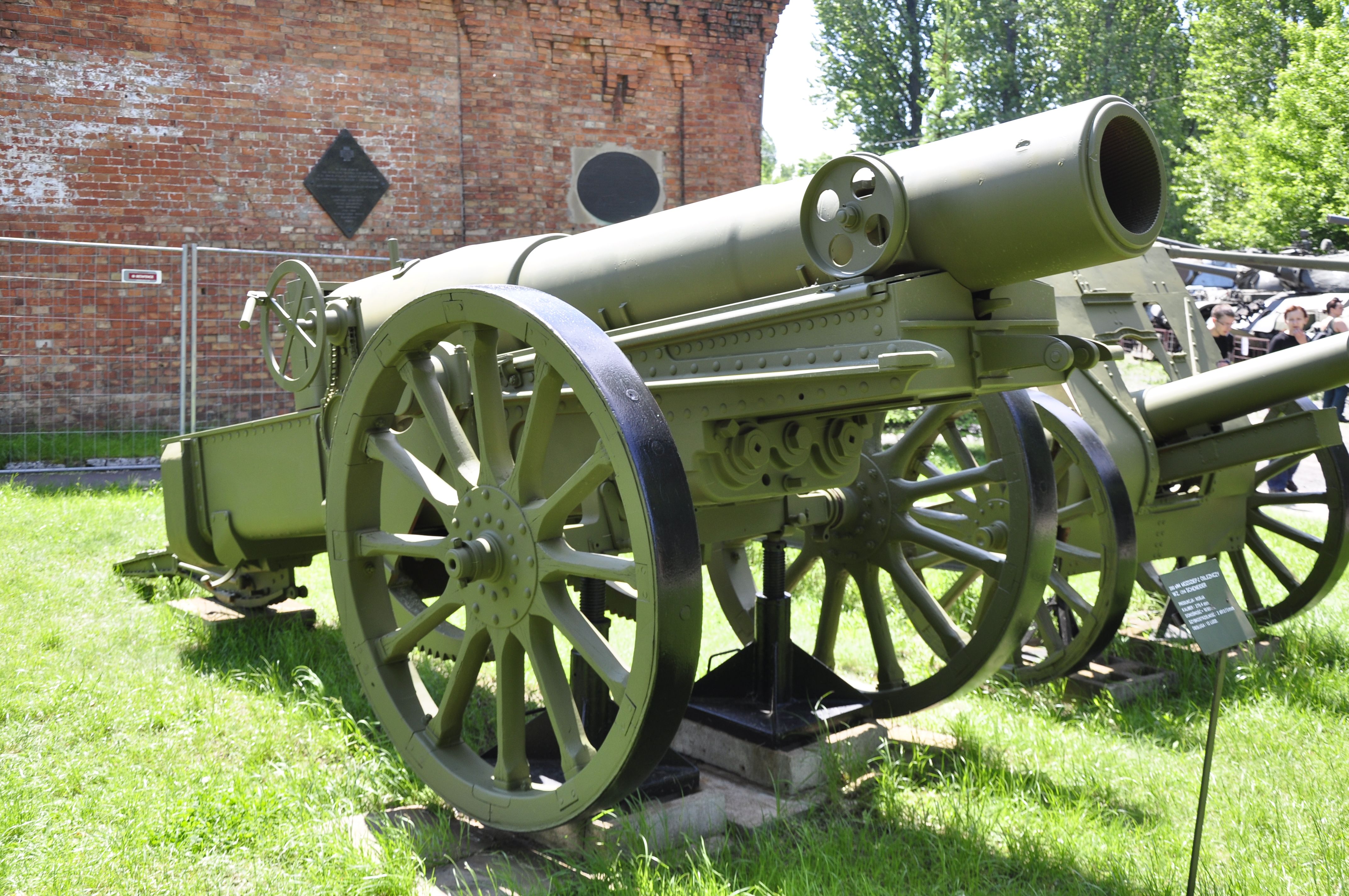
280mm moždíř vzor 1914